# 荣艾普蛛
荣艾普蛛（学名：Epeus glorius）为跳蛛科艾普蛛属的动物。分布于越南以及中国大陆的广西等地。该物种的模式产地在越南。